# جانبهان (مهر أنرود)
جانبهان (بالفارسية: جانبهان) هي منطقة سكنية تقع في إيران في قسم مهر أنرود المرکزي الريفي. يقدر عدد سكانها بـ 692 نسمة .